# Ignaz Raffalt
Ignaz Raffalt (* 21. Juli 1800 in Weißkirchen als Ignatius Gröbner; † 6. Juli 1857 unweit von Hainbach bei Wien) war ein österreichischer Maler.

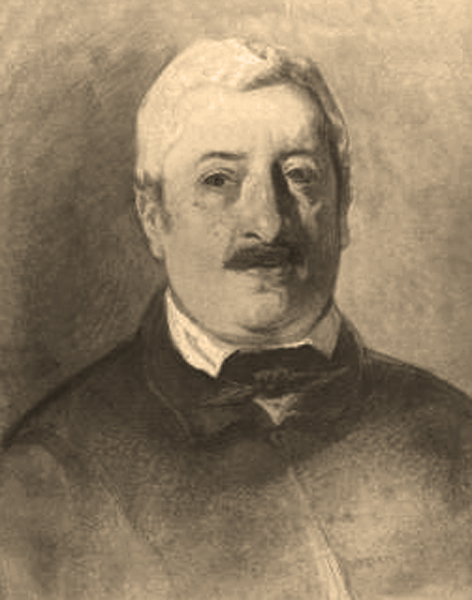
Ignaz Raffalt, Selbstbildnis

Ignaz Raffalt, Lithographie von Gabriel Decker, 1846

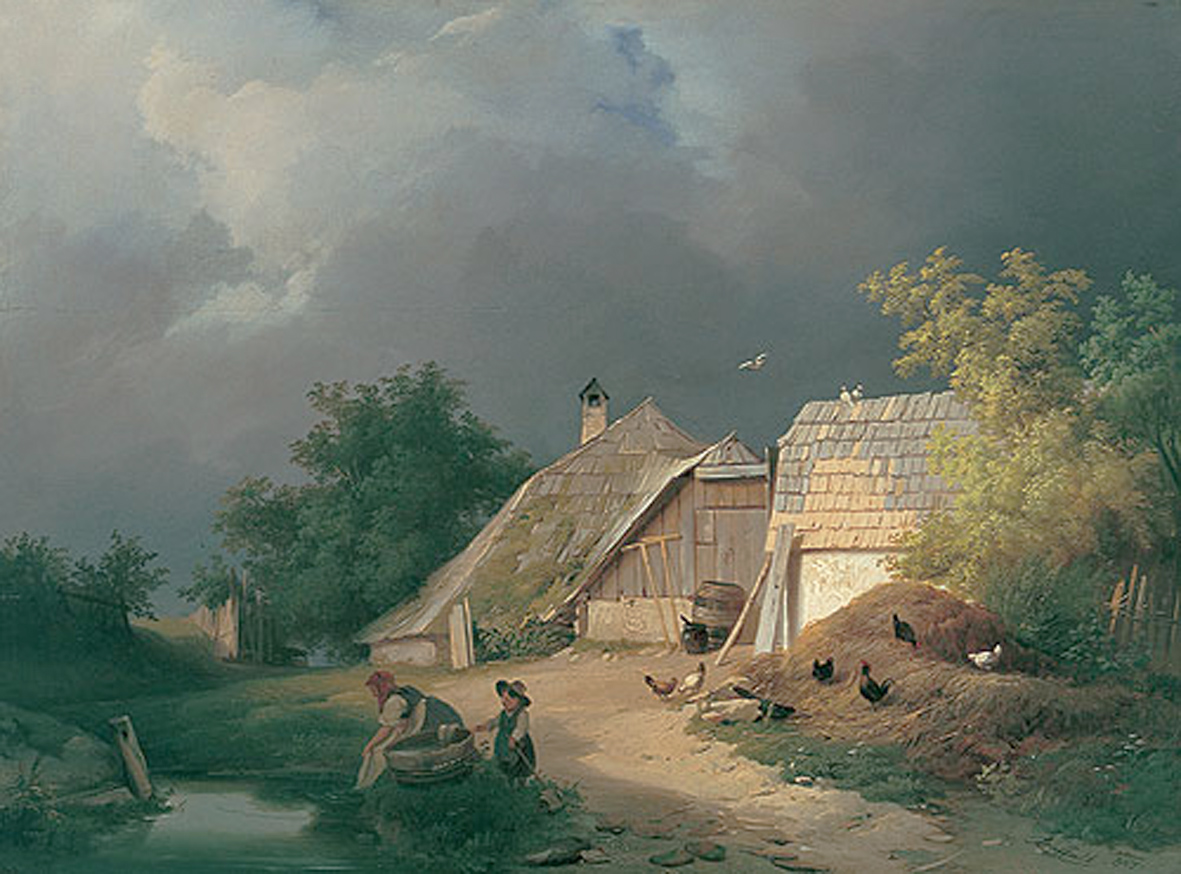
Ignaz Raffalt, Vor dem Gewitter. (1847)

## Leben
Raffalt wurde als uneheliches Kind der Bierbrauerstochter Maria Gröbner in der steirischen Marktgemeinde Weißkirchen geboren. Am 5. Oktober 1802 heiratete seine Mutter in Murau den dortigen Gastwirt Lorenz Raffalt und seine ledige Abkunft wurde dadurch legitimiert. Die Jahre seiner Kindheit und frühen Jugend verbrachte er in Murau, wo er schon frühzeitig im elterlichen Gasthaus am „Oberen Markt“ mitarbeiten musste. Bereits damals befasste er sich in seinen Mußestunden intensiv mit der Malerei.
Entgegen den Absichten seines Ziehvaters, der ihn zum Kaufmann ausbilden lassen wollte, ging Raffalt 1820 nach Wien und studierte an der Akademie der bildenden Künste bei Johann Peter Krafft, Joseph Mössmer und Anton Petter. Dabei musste er sich jedoch seinen Lebensunterhalt durch Porträtmalen verdienen.
Im Jahre 1826 nach Beendigung seines Studiums ging er nach Murau zurück und arbeitete wiederum im elterlichen Gasthaus. In jenen Jahren durchwanderte Raffalt auch die Alpenländer Steiermark und Kärnten. Intensiv widmete er sich dabei der Darstellung ländlicher Szenen und stimmungsvoller Berglandschaften. Nach dem Tod seines Vaters im Jahre 1833, übernahm er dessen Gastwirtschaft und malte nun vermehrt Stillleben und Genrebilder.
Erzherzog Johann, mit dem Raffalt befreundet war, und ein großer Ausstellungserfolg 1837 veranlassten ihn, zuerst nach Graz und später, im Jahre 1840, nach Wien umzuziehen. Hier wandte sich Raffalt gesteigert der Landschaftsmalerei zu. Die vorwiegend kleinformatigen Bildschöpfungen aus jener Zeit zeigen seine große Vorliebe an der Umsetzung unterschiedlichster Wetter- und Lichtsituationen. Für diese Kompositionen waren die weiten Ebenen und Flussauen an Donau, Waag und March besonders gut geeignet.
Bei einer seiner Kunstexkursionen erlitt Raffalt bei Hainbach im Wienerwald einen tödlichen Schlaganfall. Er wurde, „an einer Stelle, die kaum reizender für ein Malergrab gedacht werden kann“, auf dem heute aufgelassenen Friedhof von Mariabrunn beerdigt.
Ignaz Raffalt war verheiratet mit Anna Maria Hofer, einer Bäckermeisterstochter aus Radstadt. Zwei seiner Söhne, Johann Gualbert und Joseph, stiegen, wenn auch nicht so erfolgreich, in die Fußspuren ihres Vaters.
Nach ihm wurde 1948 in Graz der Raffaltweg benannt. In Wien und Murau gibt es jeweils einen Raffaltplatz.

## Werke
Die Jahreszahlen bedeuten: Im genannten Jahr wurden die Bilder des Künstlers ausgestellt oder zum Kauf angeboten.
- 1839: „Kesselflicker“; „Eine Bauernwohnung“; „Der Bauer und die Kellnerin“; „Eisenhammer“; „Landleute“ .
- 1840: „Küchengerätschaft“; „Die Dorfschenke“.
- 1841: „Der Brautwerber“; „Bauernhochzeit“.
- 1842: „Landschaft mit Staffage“.
- 1843: „Partie an der Donau“.
- 1844: „Gewitterabend“; „Abendlandschaft“; „Donaugegend“.
- 1845: „Mühle in Obersteier“; „Neblige Landschaft“.
- 1846: „Der Klostergang von Murau“; „Das Vorhaus eines Bauernhofes im obersteierischen Gebirge“; „Der graue Tag“; „Aulandschaft“.
- 1847: „Abendlandschaft“; „Das Wirtshaus im Gebirge“; „Nach dem Regen heimkehrende Postillons“.
- 1848: „Landschaft mit Kohlenwägen“; „Abendlandschaft mit einer Fischerhütte“; „Landschaft an der Donau mit einem Schiffzuge“; „Landschaft mit Nebel“.
- 1850: „Gebirgslandschaft“; „Wirtshaus an der Straße“; „Abenddämmerung im Spätherbst“; „Aupartie“; „Abendlandschaft“.
- 1851: „Kirchweihfest auf dem Lande“; „Rast eines Oberländer Schiffzuges“; „Eine Fähre an der Donau“.
- 1852: „Landschaft mit Strohhütten“; „Donaugegend“; „Straßenarbeiter an einem Hügel“; „Die Hütte am Bach“; „Landschaft mit nahendem Regen“; „Fischerhütte in der Dämmerung“; „Kirchweihfest auf dem Lande“.
- 1853: „Wirtshaus auf dem Lande“; „Abendlandschaft“; „Wirtshausscene“; „Landschaft an der Waag“; „Morgendämmerung“.
- 1854: „Partie eines Landstädtchens“; „Landschaft mit einer Betsäule“; „Ende des Dorfes“; „Die Ziegelhütte mit Staffage“.
- 1855: „Ländlicher Gasthof“; „Partie im Marchfeld“.
- 1856: „Ungarische Landschaft“; „Eine Landpartie-Gesellschaft“; „Gebirgslandschaft mit Sonnenblick“; „Landschaft im April“; „Bauernhof in Untersteier“; „Wirtshaus an der Allee“; „Herbstlandschaft in Untersteier“.
- 1857: „Altes Mühlenhaus“; „Landschaft in der Untersteiermark“.
- 1858: „Die kotige Straße“; „Regenlandschaft an der breiten Wand“; „Scheibenschießen im oberen Murtale“; „Gewitterabend“; „Ungarischer Wochenmarkt“; „Vor einem ungarischen Dorfe“; „Partie bei Klosterneuburg“; „Hof in Klosterneuburg“; „Pferde am Brunnen“.
- 1859: „Partie aus Kärnten“.